# Contamination (album)
Contamination è un album in studio del gruppo musicale Suicide Commando, pubblicato nel 1996 dalla OffBeat.

## Tracce
1. "Fall Away"
2. "See You In Hell, Part 1 & 2 (Extended Mix)"
3. "Head Down"
4. "Delusion"
5. "The Face Of God"
6. "Traumatize (Clubmix)"
7. "See You In Hell (Remake By Monolith)"
8. "Burn Baby Burn"

## Formazione
- Johan Van Roy - voce, strumenti